# Texture splatting

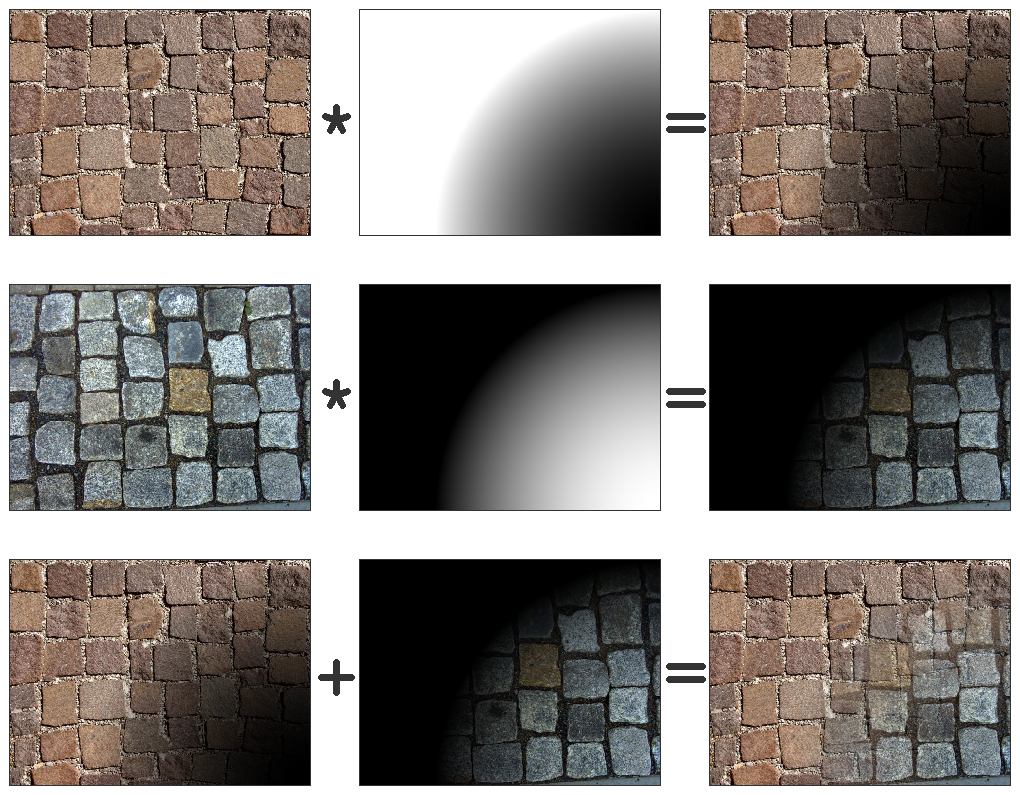
voorbeelden van texture splatting

In computergraphics is texture splatting een techniek om texturen te combineren. Elke textuur krijgt een alfakanaal waarin de transparantie is opgeslagen. Bij texture splatting wordt een aantal texturen met alfakanalen over elkaar getekend. De onderste lagen blijven door de hogere lagen gedeeltelijk transparant te maken ook zichtbaar. De naam 'texture splatting' is door Charles Bloom bedacht. Het wordt veel gebruikt in computerspellen om bijvoorbeeld terrein van verschillende texturen te voorzien.

## Efficiëntie
Aangezien elke textuur een alfakanaal krijgt toegewezen, kan het geheugengebruik stijgen. Om dit te verbeteren is het mogelijk verschillende alfakanalen te combineren in een enkele textuur waarbij het rode kanaal de transparantie voor de eerste textuur bevat, het blauwe de transparantie voor de tweede en het groene kanaal die voor de derde. Een andere mogelijkheid is om de texturen die het alfakanaal bewaren een lagere resolutie te geven dan de texturen voor de kleur.
Een andere optimalisatie is het opsplitsen van het terrein in afzonderlijke gedeelten. Stel dat een textuur op slechts 10% van het terrein voorkomt maar het alfakanaal is wel zo groot als het gehele terrein: er wordt dan onnodig geheugen en rekentijd gebruikt voor de overige 90% van het terrein. Door het terrein op de splitsen kunnen kleinere alfatexturen worden gebruikt om zo efficiënter de transparantie op te slaan.

## Websites
- (en)  Charles Bloom. Terrain Texture Compositing by Blending in the Frame-Buffer, 2 november 2000.
- (en)  N Glasser. Texture Splatting in Direct3D, 23 april 2005. gearchiveerd